# Карапетян, Аркадий Мурадович
Аркадий Мурадович Карапетян (арм. Արկադի Մուրադի Կարապետյան, 1958, Степанакерт, НКАО, Азербайджанская ССР) — военный деятель непризнанной Нагорно-Карабахской Республики (НКР), один из участников карабахского движения.

## Биография
- 1975 — окончил среднюю школу, а в 1980 – Ереванский зоотехническо-ветеринарный институт.
- Поступил на работу в управление сельского хозяйства Нагорного Карабаха на должность старшего зоотехника.
- 1975 — участвует в национально-освободительном движении,  а в 1987 — стал координатором подпольной организации национально-освободительного движения. Является одним из организаторов первых митингов и демонстраций.
- 1980—1982 — служба в советской армии.
- 1984—1988 — работал в комсомольских органах.
- 1988 — был избран в состав комитета «Карабах» Армении, заместителем председателя организации «Крунк».
- 1989—1991 — состоял в рядах АРФ «Дашнакцутюн».
- 1990—1992 — являлся командующим Армии обороны НКР.
- Март 1992 — входил в состав комитета самообороны при совете министров непризнанной НКР. Участвовал в боях во время армяно-азербайджанского конфликта в Нагорном Карабахе.
- 1993—1996 — старший офицер разведки, командир полка в Вооруженных силах Армении. Имеет воинское звание полковника.
- 1997 — создав в НКР союз ветеранов карабахской войны, был избран его председателем.